# Алина Ли
Алина Ли (англ. Alina Li, настоящее имя — Chichi Zhou; род. 8 сентября 1993 года, Шанхай, КНР) — американская порноактриса китайского происхождения.

## Биография
Алина Ли, настоящее имя Чичи Чжоу, родилась в сентябре 1993 года в Шанхае (КНР). Её родители развелись, когда ей было три года. Она провела детство, живя с семьей в Китае, пока не переехала в США в возрасте 15 лет, поселившись в Вермонте, где окончила университет.
Начала карьеру порноактрисы в 2013 году, в 20 лет, дебютировав в фильме Party of Three 8.
Работала с такими студиями и режиссёрами, как Evil Angel, Mile High, New Sensations, Elegant Angel, Bang Productions и Джулс Джордан. Кроме того, снималась для таких сайтов, как Mofos, Bang Bros и Naughty America.
Завершила порнокарьеру в 2016 году, снявшись в общей сложности в 108 фильмах.

## Награды и номинации
| Год  | Церемония             | Результат | Номинация                                       | Работа                      |
| ---- | --------------------- | --------- | ----------------------------------------------- | --------------------------- |
| 2014 | Nightmoves            | Номинация | Лучшая новая старлетка                          | н/д                         |
| 2014 | Nightmoves Fan Awards | Номинация | Лучшая новая старлетка                          | н/д                         |
| 2014 | Spank Bank Awards     | Номинация | Международный трах кролика                      | н/д                         |
| 2014 | The Fannys            | Номинация | Новая старлетка года                            | н/д                         |
| 2014 | The Fannys            | Номинация | Этнический исполнитель года                     | н/д                         |
| 2015 | AVN Awards            | Номинация | Лучшая групповая сексуальная сцена              | Orgy Initiation of Lola     |
| 2015 | AVN Awards            | Номинация | Лучшая сцена триолизма М-Ж-М                    | Slut Puppies 8              |
| 2015 | AVN Awards            | Номинация | Приз зрительских симпатий: лучший дебют актрисы | н/д                         |
| 2015 | Spank Bank Awards     | Номинация | Новичок года                                    | н/д                         |
| 2015 | Spank Bank Awards     | Номинация | Забавный размерный трах кролика                 | н/д                         |
| 2015 | Spank Bank Awards     | Номинация | Самая очаровательная шлюха                      | н/д                         |
| 2015 | XBIZ Awards           | Номинация | Лучшая новая старлетка                          | н/д                         |
| 2015 | XBIZ Awards           | Номинация | Лучшая сексуальная сцена в фильме гонзо         | Beautiful New Faces         |
| 2016 | AVN Awards            | Номинация | Лучшая лесбийская сцена                         | Deviant Devil: Skin Diamond |